# Українська еліта
Українська еліта — політико-управлінська еліта на українських етнічних землях.
Національні еліти визначаються як ті, що «мали моральний авторитет, фактично носії і провідники національних цінностей, які хотіли розвивати національні духовні та культурні цінності, для яких українська державність була споконвічною мрією, а в даних умовах — ще і єдиним виходом, способом уникнути повного знищення народу — як народу українського».

## Українська еліта до 1917 року
Треба констатувати щонайменш тисячолітнє неперервне існування української еліти.
- Князівська Україна-Русь. Князівська, козацька еліта складали верхівку українських держав минулого — Київської Русі-України, Галицько-Волинського Королівства (князівства), Гетьманщини, Запорізької Січі. Саме еліта українського народу створила ряд відомих літописів всеслов'янського значення, започаткувала своє книгодрукарство в перші десятиріччя після його виникнення в Європі, відкрила перші в Східній Європі Академії в Острозі й Києві, створила Київський Патріархат, ряд мистецьких, художніх творів світового значення, визначні правові акти («Руську правду», Конституцію Пилипа Орлика), зробила значний внесок в розвиток доленосних для людства галузей, зокрема, космонавтики. І саме еліта очолила процес національного і державного відродження в XIX—XX столітті.

Княжий період України доніс до нас, попри великій часовий вимір, імена видатних українців з інтелектуальним потенціалом вселюдського масштабу — Ярослава Мудрого, автора «Руської правди» — збірника законів Київської держави, Володимира Великого — хрестителя Русі-України, Анни — регіни Франції — авторки першої книги рецептів з фітотерапії, дочки Я.Мудрого, Нестора-літописця, автора «Повісті временних літ» та багатьох інших.
У «Треносі» (1610) Мелетія Смотрицького подано довгий реєстр українсько-руських княжих родів, що відійшли від православної віри: Вишневецькі, і Заславські, і Збаразькі, і Сангушки, і Чарторийські… Ця еліта в основному зійшла з історичної сцени України за часів Богдана Хмельницького.
- У XV—XIV ст. українську еліту представляли відомий ректор Болонського університету Ю.Дрогобич (він викладав астрономію і молодому М.Коперніку), філософи і літератори С.Оріховський, П.Русин. Українські юнаки навчалися в університетах Парижа, Праги, Кракова, Болоньї, Падуї, Гайдельберга, Лейдена майже з часу їх заснування. А при дворі українського Короля Данила Галицького (корону якого освятив сам Папа Римський) вважалося цілком нормальним знати 5-7 і більше мов.

- Козаччина. За доби Козаччини українську еліту представляли, зокрема, такі роди: Безбородьки, Гудовичі, Ґалаґани, Завадовські, Кочубеї, Милорадовичі, Розумовські, Скоропадські, Туманські, Ханенки…[3]

- У XIX—XVIII ст. українську еліту репрезентують поет, художник, мислитель Тарас Шевченко, композитор С. Гулак-Артемовський, історики М. Костомаров, М. Грушевський, Д. Яворницький, фізик-відкривач Х-променів І. Пулюй, математик М. Остроградський, винахідник і автор проекту ракети М. Кибальчич, філософ Г. Сковорода, поет І. Котляревський, бізнесмен і урядовець М. Терещенко, поет і філософ, мислитель І. Франко, поетеса Л. Українка і т. д.

Нічим не поступається і середньовіччя — українська шляхта, зокрема козацька, військова, була елітою народу. Та й підвалини для того були — ще в 1576 році на Волині в Острозі відкрита нами, українцями, перша в Східній Європі Академія, у 1632 р. запрацювала всесвітньовідома Києво-Могилянська Академія, у 1661 році — Львівський університет. Елітою були високоосвічені керівники держави — Б.Хмельницький, П.Конашевич-Сагайдачний, Іван Мазепа, П.Орлик та ін.
Беззаперечні глибокі історичні джерела, тисячолітнє існування української еліти, яка складала інтелектуальну, військову і духовничу основу наших держав від Антського Союзу племен і Київської Руси-України — Галицько-Волинського князівства (королівства) — Козацької держави до XX і ХХІ сторіччя.

## Еліта України часів незалежності
З початком «оксамитової революції» в Україні з 1989 року і, навіть, з періоду «Горбачовської відлиги» 1990-тих, спершу повільно, еволюційно, а потім і з певними сплесками-стрибками склад і структура української еліти різко змінилися. Сьогодні процес формування і переформатування української еліти триває. До її складу входять, як і раніше, керівники держави, керівники провідних партій і громадських рухів, відомі науковці, митці, письменники, релігійні діячі, військові, спортсмени. Загалом серед політично-економічних еліт кінця XX-го початку XXI століть переважно домінували представники Дніпропетровського та Донецького кланів.
Водночас, існували й існують до сьогодні суттєві проблеми формування сучасної української еліти на Донбасі